# Lawrence (hrabstwo St. Lawrence)
Lawrence – miasto w Stanach Zjednoczonych, w stanie Nowy Jork, w hrabstwie St. Lawrence.